# シュリプラカッシュ
シュリプラカッシュ（英語： Shriprakash Prakash  ;  Sriprakash 、1966年12月23日 -） は、インド東部ジャールカンド州出身の映像作家。 

## 作品
- Beyond Imposed Identities (Aaropit Pahchan ke Paar) 　30分[1]
- In whose defence (Kiski Raksha) (1994)　ヒンディー語、52分
- Serenj Sakub (1995)　ムンダリ語、10分
- Another revolt (Addo Miyad Ulgulan) (1995)　ヒンディー語、40分
- Do not I have the right to live? (1998) 　ヒンディー語、52分
- Buddha Weeps in Jadugoda 「ブッダの嘆き」(1999)　ヒンディー語、76分 - ウラン鉱山のあるジャドゥゴダの放射能被害を取材し、3年半かけて製作。2000年3月、日本の第8回EARTH VISION 地球環境映像祭で大賞を受賞。同年8月13日、NHK BS1で「ブッダの嘆き～ウラン公害に立ち向かう先住民」として放映された。
- The fire within (Buru Sengal) (2002)　ヒンディー語、 サンタル語　57分